# Karlshamns kommun
Karlshamns kommun är en kommun i Blekinge län. Centralort är Karlshamn.
Norra delen av kommunen domineras av ett platålandskap med markanta sprickdalar. De djupa sprickdalarna består i regel av uppodlad mark medan bergsryggarna är klädda med skog. Vid kusten breder dalgångarna ut sig till plana dalbottnar och kustslätter.  
Kommunen har framförallt gjort sig känd för industrin som förädlar brännvin och sprit, framför allt tillverkningen av punsch. I kommunen finns också Sveriges enda reservkraftverk, Karlshamnsverket.  
Sedan kommunen bildades 1971 har folkmängden varit relativt stabil. 
Karlshamns kommun har en tradition av blocköverskridande styre. Mandatperioden 2022–2026 styr dock en koalition bestående av Moderaterna, Kristdemokraterna och Sverigedemokraterna.

## Administrativ historik
Kommunens område motsvarar socknarna: Asarum, Elleholm, Hällaryd, Mörrum, Ringamåla  och  Åryd. I dessa socknar, förutom Ringamåla,  bildades vid kommunreformen 1862 landskommuner med motsvarande namn. I området fanns även Karlshamns stad som 1863 bildade en stadskommun. Ringamåla landskommun bildades 1881 genom en utbrytning ur Asarums landskommun.
Vid kommunreformen 1952 bildades i området de tre "storkommunerna" Hällaryd (av Hällaryd och Åryd), Asarum (genom återförening av Asarum och Ringamåla), och Mörrum (av Elleholm och Mörrum) medan Karlshamns stad förblev oförändrad.
1967 införlivades Asarums, Hällaryds och Mörrums landskommuner i staden. Karlshamns kommun bildades vid kommunreformen 1971 genom en ombildning av Karlshamns stad.
Kommunen ingick från bildandet till 2001 i Karlshamns domsaga och kommunen ingår sedan 2001 i Blekinge domsaga.

## Geografi
Kommunen ligger i den västra delen av landskapet Blekinge. Den gränsar i väster till Olofströms kommun, i sydväst till Sölvesborgs kommun, i öster till Ronneby kommun, alla i Blekinge län, samt i norr till Tingsryds kommun i Kronobergs län. I söder finns Östersjön. I nord-sydlig riktning rinner Mörrumsån som rinner ut i Östersjön i söder. I kommunen finns en av Blekinges största skärgårdar, Hällaryds skärgård.

### Topografi och hydrografi
Ett platålandskap med markanta sprickdalar, huvudsakligen i nord–sydlig riktning, breder ut sig i norra delen av kommunen. Genom landskapet rinner vattendrag fram. Platålandskapet har en svag sydlig lutning som där övergår i ett inre dallandskap. De djupa sprickdalarna består i regel av uppodlad mark medan bergsryggarna är klädda med skog. Vid kusten breder dalgångarna ut sig till plana dalbottnar och kustslätter och dess botten består av lera och bördiga sediment vilka är uppodlade. I framförallt östra delen av kommunen finns en stor skärgård med urbergsöar. 
Det finns rikligt med små sjöar i kommunen, varav många är präglade av landskapets sprickdalstopografi och karakteriseras av näringsfattigt och klart vatten.
Nedan presenteras andelen av den totala ytan 2020 i kommunen jämfört med riket.
|  | Bebyggelse (9,1 %) |

|  | Skog (73,8 %) |

|  | Öppen myrmark (0,6 %) |

|  | Jordbruksmark (10,9 %) |

|  | Övrig mark (5,6 %) |

|  | Bebyggelse (3,1 %) |

|  | Skog (68,0 %) |

|  | Öppen myrmark (7,2 %) |

|  | Jordbruksmark (7,4 %) |

|  | Övrig mark (14,3 %) |

### Naturskydd
År 2023 fanns 26 naturreservat i Karlshamns kommun. Bland dessa Eriksberg, ett naturreservat om 900 hektar varav 790 hektar land och 110 hektar vatten, bildat 1976. Landskapet är starkt präglat av bete och inkluderar tre sjöar. I reservatet växer röda näckrosor och det har hittats cirka 500 arter av skalbaggar och 15 olika arter av fladdermöss. Ett annat exempel är Hjärtsjömåla, ett reservat om 197 hektar varav 177 hektar land och 20 hektar vatten, bildat 2010. Reservatet inkluderar en av Blekinges största barrnaturskogar. I reservatet finns en för Blekinge ovanligt stark population av tjäder, järpe, pärluggla, sparvuggla och spillkråka. Den för området ovanliga arten kallgräs växer i ett av kärren.

### Administrativ indelning
Fram till 2016 var kommunen för befolkningsrapportering indelad i sex församlingar: Asarums församling, Hällaryds församling, Karlshamns församling, Mörrum-Elleholms församling, Ringamåla församling och Åryds församling.

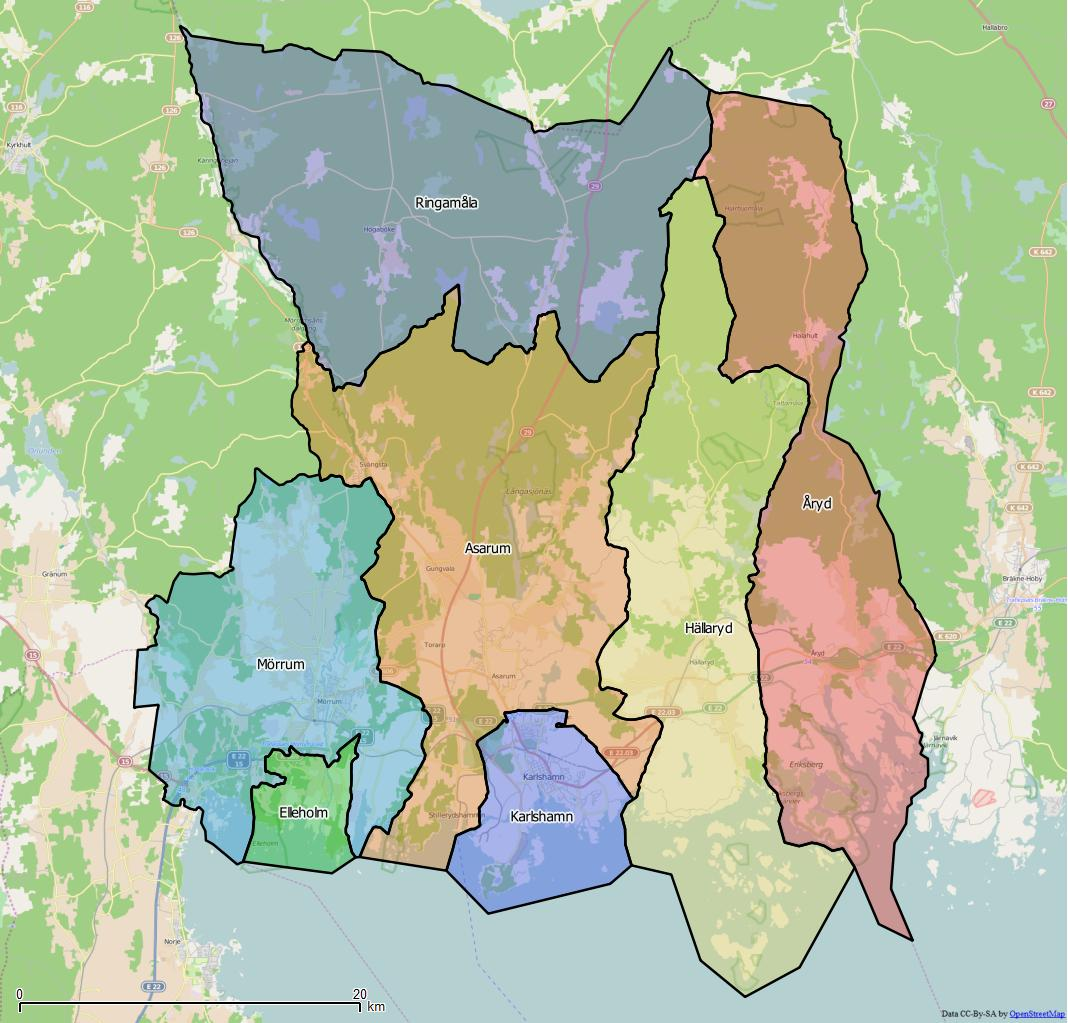
Distrikt inom Karlshamns kommun

Från 2016 indelas kommunen istället i sju distrikt:Asarum, Elleholm, Hällaryd, Karlshamn, Mörrum, Ringamåla och Åryd.

### Tätorter
Det finns sju tätorter i Karlshamns kommun.
I tabellen presenteras tätorterna i storleksordning per den 31 december 2015.
Centralorten är i fet stil.
| Nr | Tätort            | Befolkning |
| -- | ----------------- | ---------- |
| 1  | Karlshamn         | 20 112     |
| 2  | Mörrum            | 3 903      |
| 3  | Svängsta          | 1 904      |
| 4  | Hällaryd          | 673        |
| 5  | Stilleryd         | 355        |
| 6  | Åryd              | 323        |
| 7  | Pukavik (del av*) | 142        |

Större delen av tätorten Pukavik tillhör Sölvesborgs kommun.

## Styre och politik

### Styre
Socialdemokraterna hade egen majoritet i valen 1970–1973 samt 1979–1988. Sedan valet 1991 har inget parti haft egen majoritet i kommunfullmäktige. 
Karlshamns kommun har en tradition av blocköverskridande styre och styrdes under mandatperioden 2015–2018 av en majoritet bestående av Socialdemokraterna, Centerpartiet och Liberalerna. Efter valet 2022 styrs kommunen av en majoritetskoalition bestående av Moderaterna, Kristdemokraterna och Sverigedemokraterna.
| 1995-1998 | S |    |    |    |
| 1998-2002 | S | V  | MP |    |
| 2002-2006 | S | FP | KD |    |
| 2006-2010 | S | FP | KD |    |
| 2010-2014 | S | C  | FP | KD |
| 2014-2018 | S | C  | L  |    |
| 2018-2022 | S | C  | MP |    |
| 2022-     | M | SD | KD |    |

### Kommunfullmäktige

#### Presidium
| Presidium 2022–2026    | Presidium 2022–2026 | Presidium 2022–2026 |
| ---------------------- | ------------------- | ------------------- |
| Ordförande             | SD                  | Björn Nurhadi       |
| Förste vice ordförande | M                   | Magnus Arvidsson    |
| Andre vice ordförande  | S                   | Marie Sällström     |

Källa:

#### Mandatfördelning 1970–2022
Största parti i samtliga val har varit Socialdemokraterna. Näst största parti var vid valen 1970–1979 Centerpartiet vid valen 1982–1991 samt 1998–2014 Moderaterna. Vid valet 1994 blev Kommunistiska Partiet Marxist-Leninisterna (revolutionärerna) (förkortat KPML(r)) det näst största partiet i kommunvalet.

KPML(r) (sedan 2005 kallat Kommunistiska Partiet) fanns representerat i kommunfullmäktige från valet 1985 till och med valet 2010. Partiet ställde även upp i kommunvalet 2014 men fick inte nog med röster för att tilldelas ett mandat.
| 3 | 26 | 8 | 6 |  | 5 |

| 42 | 7 |

| 3 | 26 | 10 | 4 |  | 5 |

| 41 | 8 |

| 3 | 24 | 10 | 5 | 2 | 5 |

| 39 | 10 |

| 3 | 25 | 7 | 5 | 2 | 7 |

| 36 | 13 |

| 3 | 27 | 7 |  | 3 | 9 |

| 39 | 12 |

|  | 26 |  | 5 | 6 | 3 | 7 |

| 39 | 12 |

|  | 26 | 3 | 4 | 5 | 4 |  | 5 |

| 39 | 12 |

|  | 24 |  | 4 | 4 | 4 | 4 | 7 |

| 34 | 17 |

|  | 25 | 3 | 7 | 3 |  |  | 7 |

| 32 | 19 |

| 4 | 20 | 3 | 7 | 3 |  | 4 | 8 |

| 33 | 18 |

| 3 | 19 | 3 | 6 | 4 | 5 | 4 | 7 |

| 33 | 18 |

|  | 21 | 4 |  | 4 | 4 | 3 |  | 9 |

| 30 | 21 |

|  | 20 | 5 |  | 5 | 3 | 3 |  | 11 |

| 31 | 20 |

|  | 22 | 5 | 7 | 3 |  | 11 |

| 29 | 22 |

|  | 18 |  | 9 | 5 |  |  | 11 |

| 28 | 23 |

| 3 | 12 |  |  | 11 | 4 |  |  | 13 |

| 31 | 20 |

### Nämnder

#### Kommunstyrelse
Totalt har kommunstyrelsen 15 ledamöter. 
| Presidium 2022–2026    | Presidium 2022–2026 | Presidium 2022–2026 |
| ---------------------- | ------------------- | ------------------- |
| Ordförande             | M                   | Magnus Gärdebring   |
| Förste vice ordförande | SD                  | Björn Nurhadi       |
| Andre vice ordförande  | S                   | Ida Lapell          |

#### Lista över kommunstyrelsens ordförande
Kommunstyrelsens ordförande är även kommunens kommunalråd.
- Mats Olsson, Socialdemokraterna, 1986–1996[21][22]
- Torsten Magnusson, Socialdemokraterna, 1996–2004[23]
- Sven-Åke Svensson, Socialdemokraterna, 2004–31 december 2014[24]
- Per-Ola Mattsson, Socialdemokraterna, 1 januari 2015–7 november 2022
- Magnus Gärdebring, Moderaterna, 7 november 2022–[25]

Denna lista hämtas från Wikidata. Informationen kan ändras där.

#### Övriga nämnder
| Nämnd                                     | Ordförande | Ordförande        | Vice ordförande | Vice ordförande         | Andre vice ordförande | Andre vice ordförande |
| ----------------------------------------- | ---------- | ----------------- | --------------- | ----------------------- | --------------------- | --------------------- |
| Krisledningsnämnden                       | M          | Magnus Gärdebring | SD              | Björn Nurhadi           | S                     | Per-Ola Mattsson      |
| Omsorgs- och arbetsmarknadsnämnden        | M          | Jimmie Andersson  | KD              | Dan Munther             | S                     | Ulla Sandgren         |
| Teknik-, digitaliserings- och jävsnämnden | M          | Henrik Melander   | SD              | Lars Olsson             | C                     | Nils Sjöström         |
| Utbildningsnämnden                        | SD         | Louise Håkansson  | M               | Farhad Towfighian       | C                     | Iman Omairat          |
| Valnämnden                                | M          | Britt Kilsäter    | SD              | Margaretha Lennarthsson | S                     | Ann-Sofie Eriksson    |

Källa:

### Valresultat 2022
Partiers starkaste valdistrikt vid kommunvalet 2022: 
| Parti                            | Valdistrikt      | Valdistrikt | Kommun  |
| Parti                            | Starkaste        | Andel       | Andel   |
| -------------------------------- | ---------------- | ----------- | ------- |
| M                                | Skogsborg        | 33,00 %     | 25,24 % |
| S                                | Centrala Asarum  | 30,82 %     | 25,07 % |
| SD                               | Svängsta sydväst | 35,24 %     | 21,58 % |
| C                                | Svängsta nordöst | 15,35 %     | 7,78 %  |
| V                                | Österslätt       | 9,10 %      | 5,46 %  |
| MP                               | Skogsborg        | 7,58 %      | 4,39 %  |
| KD                               | Prästslätten     | 6,21 %      | 3,90 %  |
| MED                              | Vägga            | 5,40 %      | 3,27 %  |
| L                                | Vägga            | 5,11 %      | 3,09 %  |
| Data hämtat från Valmyndigheten. |                  |             |         |

Exklusive uppsamlingsdistrikt. Partier som fått mer än en procent av rösterna i minst ett valdistrikt redovisas.

### Vänorter
Karlshamn har fyra vänorter: 
- Rietavas, Litauen
- Stade, Tyskland
- Sopot, Polen
- Heinola, Finland

## Ekonomi och infrastruktur

### Näringsliv
Kommunen har framförallt gjort sig känd för industrin som förädlar brännvin och sprit, framför allt tillverkningen av punsch. Som exempel kan nämnas Carlshamns Flaggpunsch som tillverkats i området sedan slutet av 1800-talet. Tillverkningsindustrin har fortsatt ha en starkt ställning, ungefär 11 procent av arbetstillfällena i kommunen fanns 2016 inom denna sektor vilket motsvarade genomsnittet för riket. I början av 2020-talet var dess största företag inom tillverkningsindustrin AAK Sweden AB (tidigare AarhusKarlshamn AB), Ifö Sanitär AB, Södra Cell Mörrums Bruk och Abu Garcia. Kommunen själv var dock den största arbetsgivaren med 3 375 anställda (2022).
I kommunen finns också Sveriges enda reservkraftverk, Karlshamnsverket. År 1999 hade de cirka 100 anställda, vilket minskade till ett 50-tal anställda 2019.

### Infrastruktur

#### Transporter
I öst-västlig riktning genomkorsas kommunen av E22. I Karlshamn ansluter riksväg 29 åt norr och länsväg 126 åt nordväst. Öst-västlig riktning har även järnvägen Blekinge kustbana som trafikeras av fjärrtågen Öresundståg från Karlskrona och av regionaltågen Pågatågen från Karlshamn, båda linjerna sträcker sig till Kristianstad C och Hässleholm C.

## Befolkning

### Demografi

#### Befolkningsutveckling
Kommunen har 31 732 invånare (31 mars 2025), vilket placerar den på 85:e plats avseende folkmängd bland Sveriges kommuner. 
| Befolkningsutvecklingen i Karlshamns kommun 1970–2020 | Befolkningsutvecklingen i Karlshamns kommun 1970–2020 | Befolkningsutvecklingen i Karlshamns kommun 1970–2020 | Befolkningsutvecklingen i Karlshamns kommun 1970–2020 | Befolkningsutvecklingen i Karlshamns kommun 1970–2020 |
| ----------------------------------------------------- | ----------------------------------------------------- | ----------------------------------------------------- | ----------------------------------------------------- | ----------------------------------------------------- |
|                                                       |                                                       |                                                       |                                                       |                                                       |
| År                                                    |                                                       |                                                       | Folkmängd                                             |                                                       |
| 1970                                                  | 1970                                                  |                                                       | 31 887                                                |                                                       |
| 1975                                                  | 1975                                                  |                                                       | 32 136                                                |                                                       |
| 1980                                                  | 1980                                                  |                                                       | 31 879                                                |                                                       |
| 1985                                                  | 1985                                                  |                                                       | 31 634                                                |                                                       |
| 1990                                                  | 1990                                                  |                                                       | 31 543                                                |                                                       |
| 1995                                                  | 1995                                                  |                                                       | 31 361                                                |                                                       |
| 2000                                                  | 2000                                                  |                                                       | 30 741                                                |                                                       |
| 2005                                                  | 2005                                                  |                                                       | 31 006                                                |                                                       |
| 2010                                                  | 2010                                                  |                                                       | 31 143                                                |                                                       |
| 2015                                                  | 2015                                                  |                                                       | 31 846                                                |                                                       |
| 2020                                                  | 2020                                                  |                                                       | 32 402                                                |                                                       |

#### Utländsk bakgrund
Den 31 december 2014 utgjorde antalet invånare med utländsk bakgrund (utrikes födda personer samt inrikes födda med två utrikes födda föräldrar) 4 308, eller 13,63 % av befolkningen (hela befolkningen: 31 598 den 31 december 2014). Den 31 december 2002 utgjorde antalet invånare med utländsk bakgrund enligt samma definition 2 330, eller 7,58 % av befolkningen (hela befolkningen: 30 739 den 31 december 2002).

#### Invånare efter de vanligaste födelseländerna
Den 31 december 2014 utgjorde folkmängden i Karlshamns kommun 31 598 personer. Av dessa var 3 528 personer (11,2 %) födda i ett annat land än Sverige. I denna tabell har de nordiska länderna samt de 12 länder med flest antal utrikes födda (i hela riket) tagits med. En person som inte kommer från något av de här 17 länderna har istället av Statistiska centralbyrån förts till den världsdel som deras födelseland tillhör.
| Födelseland      | Födelseland                       | Födelseland |
| ---------------- | --------------------------------- | ----------- |
| 31 december 2014 |                                   |             |
| 1                | Sverige                           | 28 070      |
| 2                | Europeiska unionen: Övriga länder | 421         |
| 3                | Asien: Övriga länder              | 416         |
| 20               | Syrien                            | 291         |
| 8                | Polen                             | 272         |
| 6                | Irak                              | 268         |
| 16               | / SFR Jugoslavien/FR Jugoslavien  | 239         |
| 26               | Europa utom EU: Övriga länder     | 227         |
| 5                | Finland                           | 190         |
| 14               | Tyskland                          | 181         |
| 21               | Danmark                           | 173         |
| 13               | Afghanistan                       | 145         |
| 19               | Bosnien och Hercegovina           | 121         |
| 4                | Afrika: Övriga länder             | 104         |
| 18               | Norge                             | 102         |
| 17               | Thailand                          | 101         |
| 11               | Somalia                           | 60          |
| 12               | Nordamerika                       | 49          |
| 9                | Sydamerika                        | 46          |
| 7                | Iran                              | 45          |
| 10               | Turkiet                           | 28          |
| 15               | Kina                              | 27          |
| 24               | Island                            | 8           |
| 22               | Sovjetunionen                     | 7           |
| 23               | Oceanien                          | 6           |
| 25               | Okänt födelseland                 | 1           |

## Kultur

### Kulturarv
Bland byggnadsminnen i kommunen kan nämnas Asschierska huset som minnen om den tid då Karlshamn fick stadsprivilegium. Det ursprungliga rådhuset brändes ner av danskarna 1678 men några år senare uppfördes Asschierska huset som nytt rådhus. Byggnaden förklarades byggnadsminne 1982.
I Pukavik ligger Pukaviks varv, som bland annat tillverkat båtar som senare varit med i internationella storfilmer.

### Kommunvapen
Blasonering: Sköld av vågskura delad i guld, vari ett uppstigande svart lejon med röd beväring, vilket med båda framtassarna håller ett stolpvis ställt svart ankare, samt i grönt.
Karlshamns stadsvapen fastställdes redan i privilegiebrevet från 1666. Samma vapen registrerades 1974 för Karlshamns kommun. Landskommunerna Asarum och Mörrum hade båda vapen från 1940-talet, vilkas giltighet upphörde 1967 i samband med sammanläggningen med dåvarande Karlshamns stad.

Asarums landskommun (1945–66)
Karlshamns stad (1666–1970) Karlshamns kommun (1971–)
Mörrums landskommun (1948–66)